# Općinska nogometna liga Zadar 1980./81.
Općinska nogometna liga Zadar (Općinska "B" nogometna liga Zadar) je predstavljala općinsku nogometnu ligeu u organizaciji NSO Zadar, te ligu šestog stupnja nogometnog prvenstva Jugoslavije u sezoni 1980./81. 
 Sudjelovalo je ukupno 11 klubova, a prvak lige je bila "Dalmatinac" iz Crnoga. 
 
Tijekom prvenstva iz natjecanja su diskvalificirame ili odustale dvije momčadi, te više otakmica nije odigrano. 

## Ljestvica
| mj. | klub                     | ut.                           | pob.                          | ner.                          | por.                          | gol+                          | gol-                          | bod                           | bod-                          |
| --- | ------------------------ | ----------------------------- | ----------------------------- | ----------------------------- | ----------------------------- | ----------------------------- | ----------------------------- | ----------------------------- | ----------------------------- |
| 1.  | Dalmatinac Crno          | 17                            |                               |                               |                               |                               |                               | 25                            |                               |
| 2.  | Škabrnja                 | 18                            |                               |                               |                               |                               |                               | 21                            |                               |
| 3.  | Nova Zora Filipjakov     | 17                            |                               |                               |                               |                               |                               | 20                            |                               |
| 4.  | Zemunik (Zemunik Donji)  | 18                            |                               |                               |                               |                               |                               | 20                            |                               |
| 5.  | Hajduk Pridraga          | 18                            |                               |                               |                               |                               |                               | 19                            |                               |
| 6.  | Borac Smilčić            | 15                            |                               |                               |                               |                               |                               | 16                            |                               |
| 7.  | Jedinstvo Islam Grčki    | 17                            |                               |                               |                               |                               |                               | 9                             |                               |
| 8.  | Raštane (Gornje Raštane) | 16                            |                               |                               |                               |                               |                               | 8                             |                               |
| 9.  | Jedinstvo Benkovac       | 16                            |                               |                               |                               |                               |                               | 3                             |                               |
|     | Goran Bibinje            | isključeni 2 kola prije kraja | isključeni 2 kola prije kraja | isključeni 2 kola prije kraja | isključeni 2 kola prije kraja | isključeni 2 kola prije kraja | isključeni 2 kola prije kraja | isključeni 2 kola prije kraja | isključeni 2 kola prije kraja |
|     | Goran Zaton              | odustali u proljetnom dijelu  | odustali u proljetnom dijelu  | odustali u proljetnom dijelu  | odustali u proljetnom dijelu  | odustali u proljetnom dijelu  | odustali u proljetnom dijelu  | odustali u proljetnom dijelu  | odustali u proljetnom dijelu  |

- ljestvica bez zaostalih utakmica i rezultata odustalih momčadi
- Filipjakov – tadašnji naziv za Sveti Filip i Jakov

## Rezultatska križaljka
| kratica | klub                     | BOR | DAL | HAJ | JEDB | JEDIG | NOVZ | RAŠ | ŠKA | ZEM | GORB | GORZ |
| --- | ------------------------ | --- | --- | --- | ---- | ----- | ---- | --- | --- | --- | ---- | ---- |
| BOR | Borac Smilčić            |     |     |     |      |       |      |     |     |     |      |      |
| DAL | Dalmatinac Crno          |     |     |     |      |       |      |     |     |     |      |      |
| HAJ | Hajduk Pridraga          |     |     |     |      |       |      |     |     |     |      |      |
| JEDB | Jedinstvo Benkovac       |     |     |     |      |       |      |     |     |     |      |      |
| JEDIG | Jedinstvo Islam Grčki    |     |     |     |      |       |      |     |     |     |      |      |
| NOVZ | Nova Zora Filipjakov     |     |     |     |      |       |      |     |     |     |      |      |
| RAŠ | Raštane (Gornje Raštane) |     |     |     |      |       |      |     |     |     |      |      |
| ŠKA | Škabrnja                 |     |     |     |      |       |      |     |     |     |      |      |
| ZEM | Zemunik (Zemunik Donji)  |     |     |     |      |       |      |     |     |     |      |      |
| GORB | Goran Bibinje            |     |     |     |      |       |      |     |     |     |      |      |
| GORZ | Goran Zaton              |     |     |     |      |       |      |     |     |     |      |      |
| |                          |     |     |     |      |       |      |     |     |     |      |      |
| podebljan rezultat - utakmice od 1. do 11. kola (1. utakmica između klubova) rezultat normalne debljine - utakmice od 12. do 22. kola (2. utakmica između klubova) rezultat nakošen - nije vidljiv redoslijed odigravanja međusobnih utakmica iz dostupnih izvora rezultat nakošen i smanjen * - iz dostupnih izvora nije uočljiv domaćin susreta prekrižen rezultat - poništena ili brisana utakmica p - utakmica prekinuta 3:0 p.f. / 0:3 p.f. - rezultat 3:0 bez borbe n.i. - utakmica nije igrana |                          |     |     |     |      |       |      |     |     |     |      |      |

 Izvori: 